# Военный крест (УНР)
Военный Крест Украинской Народной Республики (УНР), “40-летия образования Украинских Вооружённых Сил” (укр. Воєнний Хрест Української Народної Республіки, “40-ліття відродження Українських Збройних Сил”) — памятная награда Армии Украинской Народной Республики, утверждённая 8 марта 1957 года Президиумом Украинской Национальной Рады, оглашена в приказе министра военных дел УНР 25 июня 1958 года.

## История
Идея создания Военного Креста, возникла в 1953 году среди ветеранов УНР, проживавших в городе Торонто. Военный Крест был приурочен к 40-летию возрождения украинских вооружённых сил. Предоставлялась награда Президентом Украинской Народной Республики в изгнании именем Украинской Народной Республики за подписью Министра военных дел (Министра Обороны) Андрея Вовка.